# Polizia imperiale giapponese
La Polizia imperiale giapponese, nota ufficialmente come Sistema di Polizia (警察制度?, Keisatsu Seidō) dell'Impero giapponese, era formata da numerosi servizi di polizia, in molti casi con giurisdizioni che tendevano a sovrapporsi.

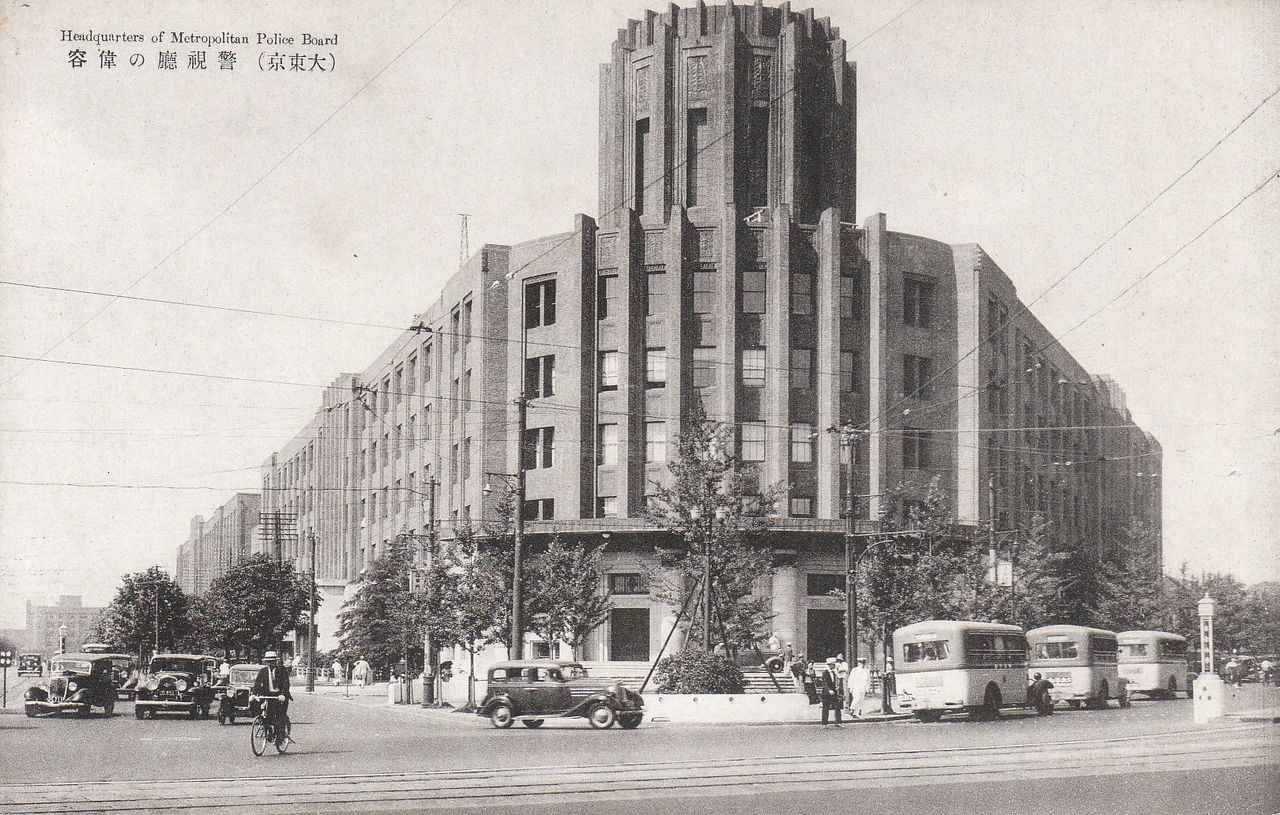
Quartier generale del Dipartimento della Polizia Metropolitana di Tokyo nel 1938.

## Storia e precedenti
Durante lo shogunato Tokugawa (1603-1867), le funzioni di polizia erano svolte da un corpo di magistrati cittadini nominati fra la classe dei samurai, che esercitavano simultaneamente il ruolo di capo della polizia, pubblico ministero e giudice. I magistrati erano assistiti da una forza di polizia professionale con ufficiali del rango di samurai, i cui sostituti jittemochi erano cittadini comuni con poteri di arresto. La cittadinanza era organizzata in gonin-gumi (associazioni di cinque famiglie), il precursore del tonarigumi, i cui membri erano responsabili collettivamente per le azioni e le attività di uno qualunque di loro. La formula ufficiale usata nei tempi feudali per informare un suddito che era stato posto in arresto era semplicemente di gridare "Go yo!" — l'espressione era usata anche nel significato di "Missione ufficiale!" o "Fate largo!"

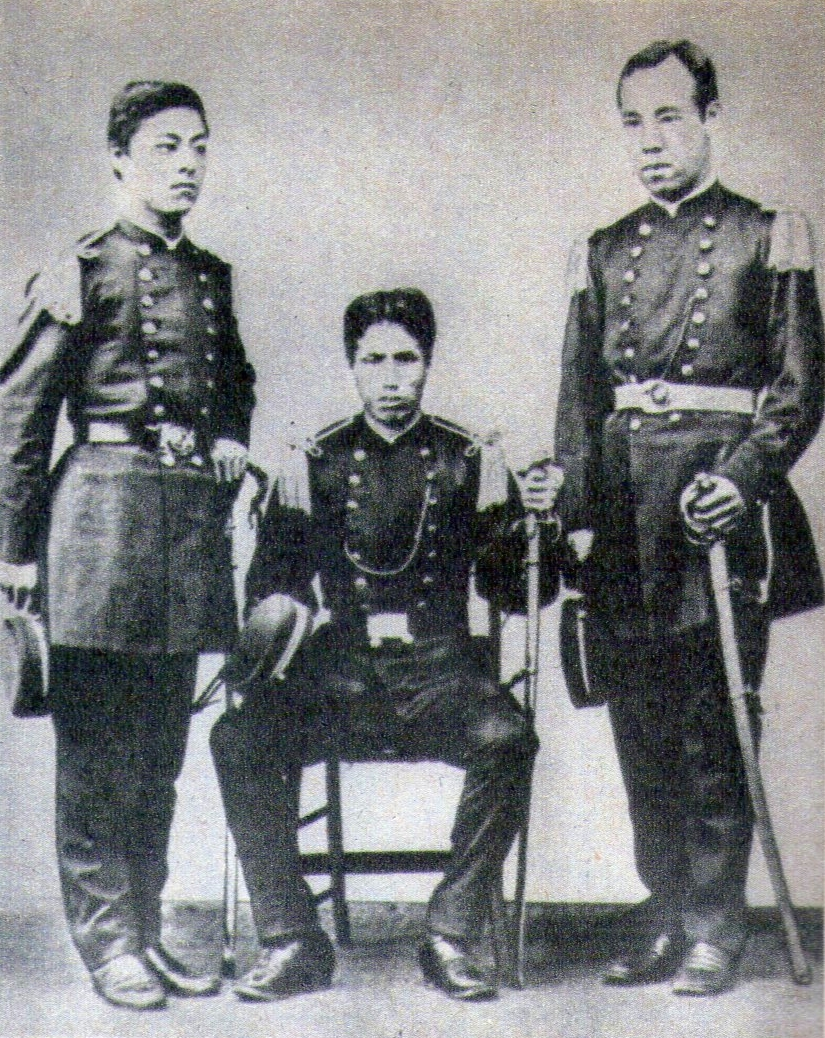
Poliziotti giapponesi, circa 1875.

Come parte della modernizzazione del Giappone dopo la Restaurazione Meiji, il nuovo governo Meiji inviò Kawaji Toshiyoshi in un giro dell'Europa nel 1872 per studiare vari sistemi di tutela della legge. Egli ritornò impressionato dalla struttura e dalle tecniche delle forze di polizia della Terza Repubblica francese e della Prussia come modelli per il nuovo sistema di polizia giapponese. Con la fondazione del Ministero dell'interno nel 1873, le sue raccomandazioni furono messe in pratica, e le forze di polizia civili furono centralizzate a livello nazionale, sebbene l'attuazione fosse delegata a livello prefettizio.
Sotto il Ministero degli interni, il Keihōkyoku (Ufficio di Polizia) aveva anche funzioni semigiudiziarie, compreso il potere di emanare ordinanze, di regolamentare questioni concernenti le licenze commerciali, i permessi di costruire, la sicurezza sul lavoro e la sanità pubblica, oltre alle sue funzioni di indagine penale e di ordine pubblico. Il sistema di polizia centralizzato acquisì costantemente nuove responsabilità, finché controllò quasi tutti gli aspetti della vita quotidiana, comprese la prevenzione degli incendi e la mediazione delle dispute lavorative.
Durante la ribellione di Satsuma del 1877, la mancanza di un esercito permanente organizzato ed addestrato costrinse il governo centrale ad usare unità del dipartimento di polizia come milizie per reprimere l'insurrezione.
Dopo il 1911, un dipartimento separato, la Polizia Superiore Speciale (Tokkō), fu istituito specificamente per trattare i crimini politici. La Tokkō indagò e represse ideologie potenzialmente sovversive, che andavano dall'anarchismo, al comunismo, al socialismo e alla crescente popolazione straniera all'interno del Giappone, ma la sua sfera d'azione aumentò gradualmente fino ad includere gruppi religiosi, pacifisti, attivisti studenteschi, liberali ed estremisti di destra. La Tokkō regolamentava anche il contenuto dei film, le riunioni politiche e le campagne elettorali. Essa, inoltre, aveva una funzione di controspionaggio simile all'MI5 in Gran Bretagna.
I militari rientravano nella giurisdizione della Kempeitai per l'Esercito imperiale giapponese e della Tokeitai per la Marina imperiale giapponese, sebbene entrambe le organizzazioni avessero giurisdizione sovrapposta sulla popolazione civile.
Dopo l'incidente di Mukden del 1931, la polizia militare assunse maggiore autorità, il che portò a frizioni con i loro omologhi civili. Dopo l'inizio della Seconda guerra sino-giapponese nel 1937, la polizia regolamentava l'industria ed il commercio, per massimizzare lo forzo bellico ed impedire la speculazione e l'accaparramento, mobilitava la forza lavoro e controllava i trasporti.
Servizi di polizia civile furono costituiti anche oltremare (in Corea, a Canton, a Formosa, Karafuto, in alcune dipendenze extraterritoriali giapponesi a Shanghai, a Pechino e a Tientsin prima della guerra nella Cina continentale). In seguito, dal periodo degli anni 1930 alla Guerra del Pacifico altri servizi di polizia civile simili ma "nativi" operarono nel Manciukuò, nel Meng-Ciang e nella Repubblica di Nanchino. I servizi di polizia e di sicurezza nel Mandato del Pacifico Meridionale e nelle aree occupate del Pacifico erano affidate alla Tokeitai.
L'area metropolitana di Tokyo ricadde sotto la giurisdizione del Teikoku Keishichō (帝國警視廳) o Keishichō, che fu guidato personalmente da Kawaji dal 1874, e dal quale egli poteva dirigere l'organizzazione del sistema nazionale di polizia.
La formulazione vaga delle Leggi per la preservazione della pace dava alle organizzazioni di polizia ampio margine per l'interpretazione di ciò che costituiva "attività criminale" e, sotto l'apparenza del "mantenimento dell'ordine", alla polizia erano concessi ampi poteri di sorveglianza e arresto. La mancanza di responsabilità ed una tradizione di "colpevole finché non dimostrato innocente" condussero a molte delle brutalità commesse dalle forze di polizia imperiali. Specialmente nelle aree rurali, la polizia aveva grande autorità e godeva dello stesso miscuglio di paura e di rispetto del capovillaggio. Il crescente coinvolgimento della polizia negli affari politici fu uno dei fondamenti dello stato autoritario in Giappone nella prima metà del XX secolo.
Dopo la resa del Giappone nel 1945, le autorità di occupazione americane conservarono la struttura di polizia prebellica finché fu attuato un nuovo sistema e la Dieta del Giappone approvò la Legge di polizia del 1947, creando la nuova Agenzia Nazionale di Polizia.

## Armi ordinarie delle forze di polizia civile
- Fucile:
  - Type 38
  - Type 44

- Pistole e rivoltelle:
  - Type 26
  - Type 14
  - Type 94